# Comgall di Bangor
Comgall di Bangor (Antrim, 516 – Bangor, 10 maggio 601 o 602) è stato un monaco cristiano e abate irlandese, di regola celtico-irlandese. È venerato come santo dalla chiesa cattolica romana.

## Biografia
Nacque ad Antrim nel 516 e divenne monaco, poi lasciò il monastero come altri per fondarne uno tutto suo assieme ai suoi seguaci.
Fu un abate, figlio della dottrina cattolica celtico-irlandese di San Patrizio, è oggi ricordato come personaggio di spicco nella storia del monachesimo irlandese, in particolare per la grande sapienza. 
Egli era un uomo di grande zelo religioso e di strenua osservanza della disciplina regolare ascetica, ed attuava la pratica della mortificazione corporale più rigida.
Fondò con molti sui discepoli nel 558 o 559 l'abbazia di Bangor.
Morì nella sua abbazia nel 601 o nel 602.
Viene ricordato il 10 maggio.